# Polska Federacja Psychoterapii
Polska Federacja Psychoterapii (PFP) to zrzeszenie mające na celu m.in. uregulowanie standardów szkolenia i wykonywania zawodu psychoterapeuty, poprzez opracowanie odpowiedniej ustawy, upowszechnienie w Polsce Europejskiego Certyfikatu Psychoterapii, promocję psychoterapii wszystkich modalności. Federacja współpracuje też z European Association for Psychotherapy, której przewodniczący prof. Alfred Pritz był gościem I kongresu PFP.
Federację założono 18 stycznia 2005.